# Cécile Ngambi
Cécile Ngambi (née le 15 novembre 1960) est une athlète camerounaise, spécialiste des épreuves combinées. 

## Biographie
En 1980, elle participe à l'épreuve de pentathlon des Jeux de Moscou et termine 17e. C'est la dernière fois que cette discipline est au programme olympique, avant d'être remplacé par l'heptathlon aux Jeux de Los Angeles. Au cours de cette compétition, elle bat le record du Cameroun du saut en hauteur, avec 1,80 m.
En 1984, elle participe de nouveau aux Jeux olympiques, mais sur 100 mètres et 100 mètres haies cette fois-ci.
En 1985, elle remporte une médaille d'argent en 100 m haies aux Championnats d'Afrique, en 13 s 81.

### Palmarès
| Date | Compétition            | Lieu     | Résultat | Épreuve     | Performance |
| ---- | ---------------------- | -------- | -------- | ----------- | ----------- |
| 1985 | Championnats d'Afrique | Le Caire | 2e       | 100 m haies | 13 s 81     |

### Records
Elle détient le record du Cameroun du saut en hauteur avec un saut à 1,80 m effectué au cours de l'épreuve de pentathlon des Jeux de Moscou.
| Épreuve         | Épreuve   | Performance | Lieu   | Date |
| --------------- | --------- | ----------- | ------ | ---- |
| Saut en hauteur | Plein air | 1,80 m      | Moscou | 1980 |